# Picardia eparches
Picardia eparches is een vlinder uit de familie vedermotten (Pterophoridae). De wetenschappelijke naam van deze soort is, als Pterophorus eparches, voor het eerst geldig gepubliceerd in 1931 door Edward Meyrick.
De soort komt voor in het Afrotropisch gebied.